# Gilda Piersanti
Gilda Piersanti (Tivoli, 21 de septiembre de 1957) es una escritora italiana que vive en París desde 1987

## Biografía
Tras estudiar en el liceo clásico Virgilio de Roma, obtuvo el doctorado de investigación en Filosofía en la Universidad La Sapienza de Roma con una tesis sobre la estética de Charles Baudelaire.
A continuación trabaja como crítico literario, traduce obras de literatura francesa y organiza dos exposiciones sobre Constantin Guys y Charles Meryon.
Desde 1995 se dedica exclusivamente a escribir en el género policiaco.

## Trabajos

### Novelas
- L'Inconnu du Paris-Rome, Paris, 2003
- Red Abattoir, Paris, 2003
- Vert Palatino, Paris, 2005
- Medes, Paris, 2006
- Catacombe Blu, Paris, 2007, editado en Italia como Estate assassina en 2014
- Giallo Caravaggio, 2008, editado en Italia en 2016
- Vengeances romaines, Paris, 2009
- Roma Enigma, Paris, 2010, editado en Italia en 2016
- Wonderland, Paris, 2012
- Le Saut de Tibère, Paris, 2013
- I legami del silenzio, 2015

### Adaptaciones TV
- 2011: Hiver rouge, telefilm francés, adaptación de la novela Rouge Abattoir (2003). La película recibió el premio Best Music Award en el 13° TV Fiction Festival de La Rochelle.
- 2013: Bleu catacombes, telefilm francés adaptación de la novela homónima.
- 2014: Jaune iris, telefilm policiaco francés.

## Premios literarios
- Premio Polar dans la Ville 2005 por la novela Vert Palatino[2]
- Premio SNCF du polar 2008 por la novela Catacombe Blu [3]
- Finalista del premio Pavoncella 2017 por la novela Giallo Caravaggio[4]